# 黄建中 (1950年)
黄建中（1950年—），汉族，中华人民共和国政治人物，中国农工民主党中央委员、浙江省委副主委、浙江省水利厅副厅长。第十一届全国政协委员。
2008年，当选第十一届全国政协委员，代表农业界，分入第三十八组。